# Peachtree City
Peachtree City is een plaats (city) in de Amerikaanse staat Georgia, en valt bestuurlijk gezien onder Fayette County. Het is een relatief jonge plaats. De eerste politiepost en basisschool werden geopend in 1965.

## Demografie
Bij de volkstelling in 2000 werd het aantal inwoners vastgesteld op 31.580.
In 2006 is het aantal inwoners door het United States Census Bureau geschat op 34.947, een stijging van 3367 (10,7%).

## Geografie
Volgens het United States Census Bureau beslaat de plaats een oppervlakte van
61,9 km², waarvan 60,3 km² land en 1,6 km² water.

## Golf cart community
Peachtree City heeft een netwerk van paden speciaal geschikt voor golf carts. Dit netwerk is opgezet als alternatief vervoersysteem en heeft verbindingen met vrijwel alle belangrijke voorzieningen in de plaats. Dit heeft tot gevolg dat meer dan 9000 huishoudens een handicart bezitten. De meeste openbare gelegenheden hebben speciale parkeerplaatsen voor deze voertuigen en de plaatselijke politie gebruikt ze om te surveilleren. De paden worden tevens gebruikt door fietsers, joggers en wandelaars als veilig alternatief voor de wegberm.

## Geboren
- Reed Sorenson (5 februari 1986), Amerikaans autocoureur

## Plaatsen in de nabije omgeving
De onderstaande figuur toont nabijgelegen plaatsen in een straal van 16 km rond Peachtree City.